# Dolichiscus kai
Dolichiscus kai is een pissebed uit de familie Austrarcturellidae. De wetenschappelijke naam van de soort is voor het eerst geldig gepubliceerd in 1998 door Poore.